# 日本ネットワークセキュリティ協会
特定非営利活動法人日本ネットワークセキュリティ協会（にほんネットワークセキュリティきょうかい、Japan Network Security Association）は、ネットワークセキュリティに関する啓発、教育、調査研究及び情報提供に関する事業を行う、特定非営利活動法人。通称JNSA。

## 概要
- 所在：東京都港区新橋5-7-12-4階
- 会長：江崎浩
- 副会長：高橋正和、中尾康二
- 事務局長：下村正洋

## 沿革
- 2001年5月 - 特定非営利活動法人（NPO法人）として認証。